# حمام گلشن (لاهیجان)
حمام گلشن بنایی متعلق به دوران قاجار است که در سال ۱۲۳۹ ساخته شده است. این حمام در محلهٔ میدان لاهیجان و در مقابل مسجد جامع لاهیجان و بقعهٔ چهارپادشاهان قرار دارد. این حمام که در زمان فتحعلیشاه احداث گردید، در گذشته دارای خزینه‌ها و حوضچه‌های متعددی بود ولی به دلیل امتداد خیابان، امروزه تنها نیمی از آن پا بر جاست. حمام گلشن در سال ۱۳۳۴ و با شماره ۱۴۴۲ به ثبت سازمان میراث فرهنگی و گردشگری ایران رسیده است.
در گذشته این گرمابه دارای دو سربینه (رخت‌کن) بود: قسمت اول که ورودی‌های حمام به آن متصل بوده محل استفادهٔ افراد معمولی و سربینهٔ دوم که کوچکتر و از نظر ارتباط با هوای آزاد و سرد بیرون در امان بیشتری بود مربوط به افراد ثروتمند بوده است.
در صحن حمام گلشن هشت ستون سنگی قرار دارد که بزرگ‌ترین گنبد این حمام با هشت متر ارتفاع در میانه این ستون‌های سنگی می‌باشد. تمامی صحن توسط کف‌پوش های موزاییکی تزیین شده‌اند که همچنان بعد از سپری شدن چندین سال مشاهده می‌شود.
بر اثر زمین‌لرزه در سال ۱۳۶۹ قسمت زیادی از این حمام تخریب شد. مساحت حمام قبل از زمین‌لرزه و خراب شدن بالغ بر ۸۰۰ متر بود ولی بعد از آن تنها ۶۴۵ متر مساحت دارد و اثری از مابقی این بنا نیست.